# Timorplein 21-82

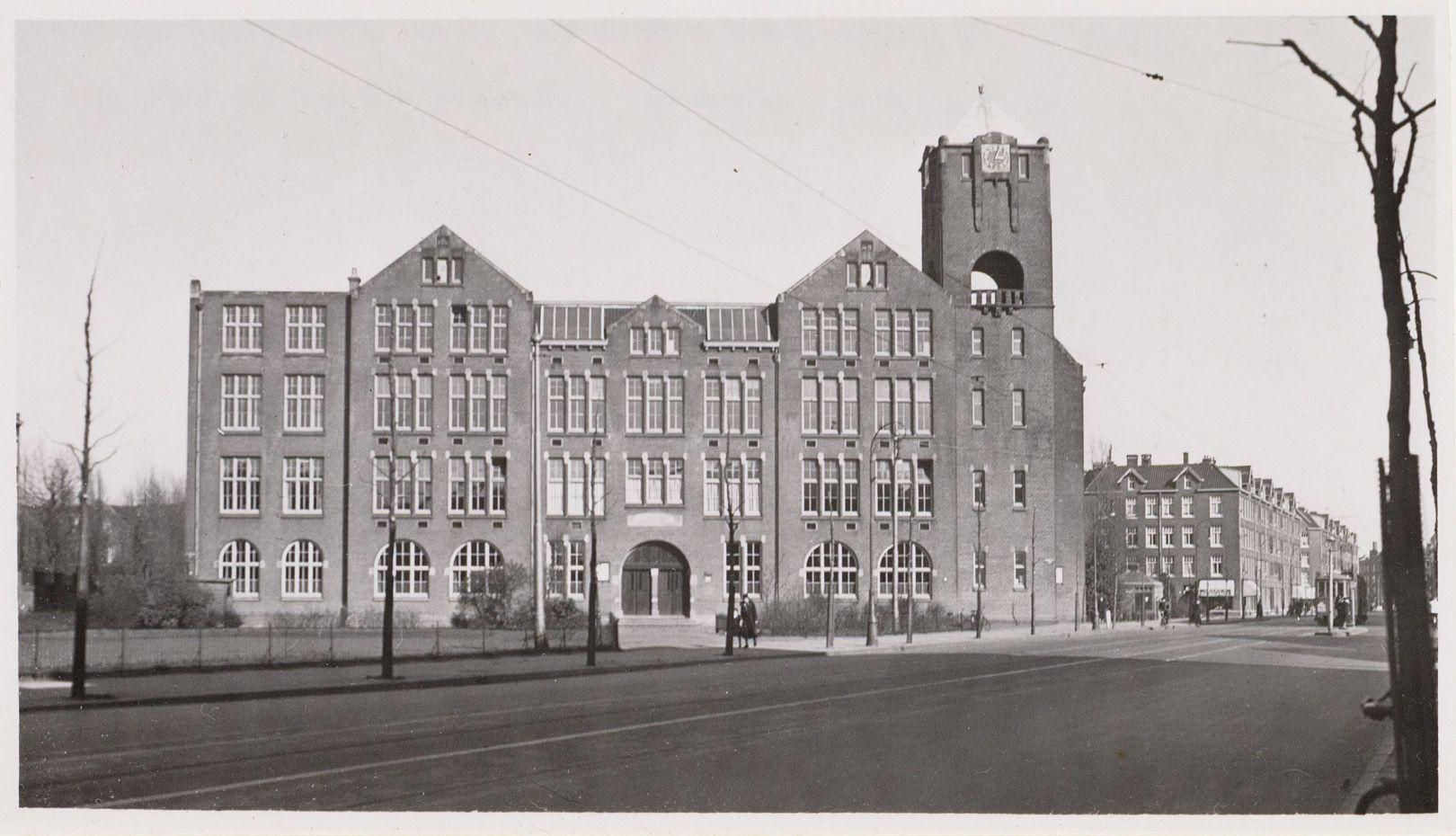
Timorplein 21 in 1938

Timorplein 21-82 te Amsterdam is een gebouw op het Timorplein, Indische Buurt, Amsterdam-Oost.

## Oorsprong
Hier werd tussen juni 1911 en mei 1912 gebouwd aan de Derde Ambachtsschool van Amsterdam. De nummers een en twee stonden aan de Weteringschans 185 en Westerstraat 187. Plannen voor die derde school waren er al in 1903, maar er waren meningsverschillen omtrent de inrichting van de school en hoeveel leerlingen de school moesten kunnen lesgeven. De school zou gebouwd worden door de Gemeente Amsterdam met rijkssubsidie, terwijl de Maatschappij voor den Werken Stand huurder en gebruiker werd van het gebouw. Ook de plaats van het gebouw werd steeds bijgesteld; eerst zou het komen aan de Plantage Muidergracht en daarna aan een net gedempt deel van de Nieuwe Lijnbaansgracht. In de periode speelde ook het kostenplaatje. Ontwerpen vielen in de ogen van de gemeenteraad steeds te hoog uit, zeker bij een vestiging langs de Sarphatistraat (Nieuwe Lijnbaansgracht met dure grond). Uiteindelijk viel de keus van een ontwerp van de Dienst der Publieke Werken aan de Borneostraat, het Timorplein kreeg pas in 1911 haar naam. Vijfhonderd leerlingen konden toen nog enigszins aan de rand van de stad beginnen aan een dagopleiding; 825 aan een avondopleiding. Er was een ruime keus aan technische opleidingen. In september 1909 was de raad er wel uit voor wat betreft de straat, maar nog niet de plaats aan de Borneostraat. Voor de bouw moest het bebouwingsplan van de wijk aangepast worden. Op 9 januari 1911 vond dan eindelijk de aanbesteding voor de bouw plaats; in maart 1911 gevolgd door de aanbesteding van de inrichting. Op 20 augustus 1912 kon het gebouw overgedragen worden aan de gemeente, waarbij burgemeester Antonie Röell aanwezig was. Kosten waren opgelopen van 160.000 tot 420.000 gulden.
Het was destijds qua oppervlak de grootste ambachtsschool van de Maatschappij. Het gebouw deelt het Timorplein in tweeën. Opvallend is de keus van plaatsing. In plaats van de rechthoekige school langs de rooilijn van de Borneostraat (de belangrijkste straat hier) neer te zetten werd gekozen voor een rooilijn langs de kleine en nauwe zijstraatjes Timorstraat en Lombokstraat. Deze plaatsing heeft tot gevolg dat het plein in twee stukken werd gedeeld.
Het gebouw in rationalistische stijl heeft het uiterlijk van een fort met afmetingen van 74 bij 51 meter. Rondom een binnenplaats werden drie en vier bouwlagen met hier en daar een kap neergezet. Blikvanger is een 32 meter hoge toren en vier klokken en koperen koepel op de zuidpunt; een vergelijking met de Beurs van Berlage met soortgelijke toren dringt zich op. Door de grootte van het gebouw konden allerlei opleidingen in het gebouw gestart worden, alles binnen de ambachtelijke beroepen. Voor lesgeld hield men rekening met het vermogen van de ouders. 
In de periode tussen 1955 tot voorjaar 1964 vond er een grote verbouwing plaats, waarbij steeds delen van het gebouw werden aangepakt. In die periode werd er op de drie bouwlagen een extra verdieping gebouwd, duidelijk te onderscheiden. De naam was toen al gewijzigd in 3e LTS, waaraan niet alleen leerlingen onderwezen werden, maar ook toekomstige onderwijzers in technische vakken. Heropening vond plaats op 8 mei 1964. Die school kende minstens één bekende onderwijzer, gymnastiekleraar Rinus Michels.

### Schoolproject

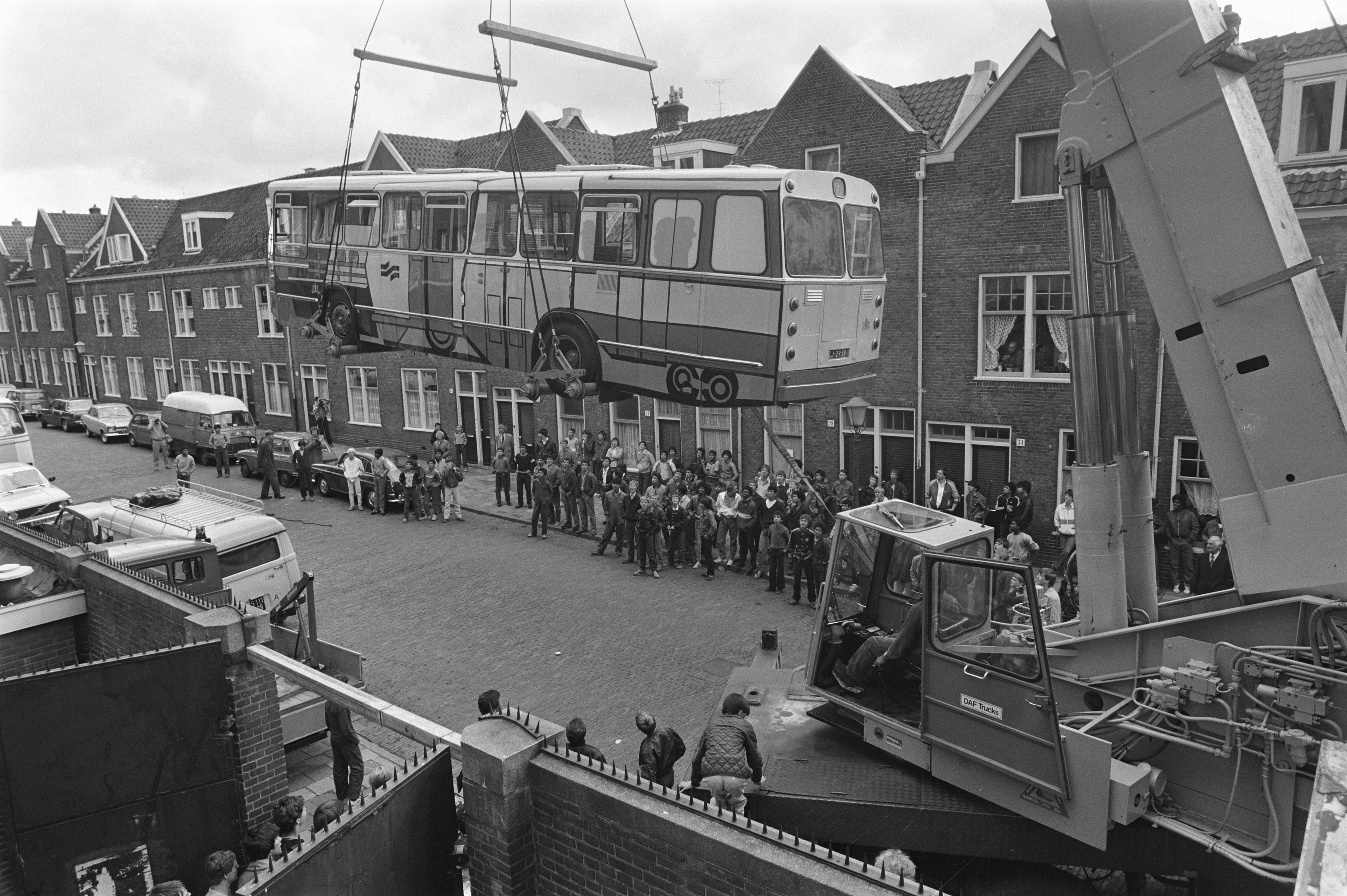
Bus wordt naar het schoolplein gehesen

Op 16 september 1981 werd GVB-stadsbus 446 uit 1968 met een hoogwerker over de muren van de school gehesen naar de binnenplaats en daar gebruikt in het kader van een schoolproject waarbij de bus door leerlingen van de school kunstzinnig werd beschilderd en het interieur verbouwd tot informatiebus. Op 14 juni 1982 werd de bus weer met een hoogwerker over de muren van de school terug naar het Timorplein gehesen. Daarna ging de wagen terug naar het GVB en werd in de werkplaats van Garage West verder afgewerkt waarbij de kunstzinnige beschildering bleef gehandhaafd. Als informatiewagen werd de bus nog tot 1986 gebruikt en in 1988 afgevoerd.

## 21e eeuw
De functie van onderwijsinstelling behield het uiteindelijk tot 2003 toen het ROC van Amsterdam zich uit het gebouw terugtrok. In de periode 2003 tot en met 2007 vond een grootscheepse verbouwing plaats voor de herontwikkeling van het gebouw tot bedrijfsverzamelgebouw met als grootste gebruiker jeugdherbergketen Stayokay. Later kwam daar de bioscoop Studio/K en IIRE (een conferentiecentrum) bij. Het gebouw was toen eigendom van Ymere (voortkomend uit de gemeentelijke woningbouwverenigingen). De verbouwing ontving in 2007 de Geurt Brinkgreve Bokaal, bestemd voor projecten van herontwikkeling. Er waren drie architectenbureaus bij de verbouwing betrokken: Inbo, Ronno Honingh en Herman Zeinstra (Van der Waals Zeinstra architecten).
De gemeente Amsterdam vindt het gebouw overigens geen hoogstaande architectuur; zij deelde het in, in Orde 3, ver verwijderd van een monumentschap.